# España en los Juegos Olímpicos de Pyeongchang 2018
España estuvo representada en los Juegos Olímpicos de Pyeongchang 2018 por un total de 13 deportistas (11 hombres y 2 mujeres) que participaron en 5 deportes. El abanderado en la ceremonia de apertura fue el deportista de snowboard Lucas Eguibar.
Responsable del equipo olímpico fue el Comité Olímpico Español (COE), así como las federaciones nacionales de cada deporte con participación: la Federación Española de Deportes de Hielo y la Real Federación Española de Deportes de Invierno.
En esta edición España consiguió dos medallas de bronce, rompiendo así una sequía de 26 años sin contar con un medallista de deportes de invierno (la anterior, el bronce de la esquiadora Blanca Fernández Ochoa, se había obtenido en Albertville 1992).

## Medallas
El equipo olímpico español consiguió durante los Juegos las siguientes medallas:
| Nombre           | Deporte            | Competición      | Fecha         |
| ---------------- | ------------------ | ---------------- | ------------- |
| Oro              |                    |                  |               |
| —                |                    |                  |               |
| Plata            |                    |                  |               |
| —                |                    |                  |               |
| Bronce           |                    |                  |               |
| Regino Hernández | Snowboard          | Campo a través M | 15 de febrero |
| Javier Fernández | Patinaje artístico | Individual M     | 17 de febrero |

### Por deporte
| Evento             | Oro | Plata | Bronce | Total |
| ------------------ | --- | ----- | ------ | ----- |
| Patinaje artístico | 0   | 0     | 1      | 1     |
| Snowboard          | 0   | 0     | 1      | 1     |
| TOTAL              | 0   | 0     | 2      | 2     |

## Diplomas olímpicos
En total se consiguió un diploma olímpico de séptimo puesto.
| Nombre            | Deporte   | Competición |
| ----------------- | --------- | ----------- |
| 7.°               |           |             |
| Queralt Castellet | Snowboard | Halfpipe F  |

## Participantes por deporte
De los 15 deportes que el COI reconoce en los Juegos Olímpicos de invierno, se contó con representación española en 5 deportes.
| N.º | Deporte            | H  | M | T  |
| 1   | Esquí alpino       | 2  | 0 | 2  |
| 2   | Esquí de fondo     | 2  | 0 | 2  |
| 3   | Patinaje artístico | 3  | 1 | 4  |
| 4   | Skeleton           | 1  | 0 | 1  |
| 5   | Snowboard          | 3  | 1 | 4  |
|     | TOTAL              | 11 | 2 | 13 |

## Deportistas
Los siguientes deportistas han obtenido la plaza tras disputar los procesos de clasificación de cada deporte. Las respectivas federaciones nacionales decidirán posteriormente quiénes serán los representantes en los Juegos.

### Patinaje artístico
- Javier Fernández (masculino)
- Felipe Montoya (masculino)
- Sara Hurtado / Kiril Jaliavin (danza sobre hielo)

### Skeleton
- Ander Mirambell (masculino)

### Snowboard
- Queralt Castellet (half-pipe)
- Lucas Eguibar (Campo a través)
- Regino Hernández (Campo a través)
- Laro Herrero (Campo a través)

### Esquí alpino
- Juan del Campo
- Joaquim Salarich

### Esquí de fondo
- Imanol Rojo
- Martí Vigo del Arco